# کونتشیتسه ناد لابم
کونتشیتسه ناد لابم (به چکی: Kunčice nad Labem) یک منطقهٔ مسکونی در جمهوری چک است که در منطقه تروتنوف واقع شده‌است.
 کونتشیتسه ناد لابم  ۵۸۸ نفر جمعیت دارد.